# Lost in the Echo
"Lost in the Echo" é uma canção da banda americana de rock Linkin Park. A música foi lançada como segundo single do quinto álbum de estúdio do grupo, intitulado Living Things.

## Produção
No marketing do álbum Living Things, foi revelado que o primeiro título para a canção, enquanto esta ainda esta sendo composta, "Lost in the Echo" era "Holding Company". A banda gravou a música em março de 2012. Inicialmente, ela seria lançada como single em 23 de julho, mas houve vários atrasos e seu lançamento oficial foi mudado para 5 de outubro de 2012.

## Faixas
| Digital Download iTunes single |                    |         |  |
| N.º                            | Título             | Duração |  |
| 1.                             | "Lost in the Echo" | 3:25    |  |

| Promotional radio CD single |                                          |         |  |
| N.º                         | Título                                   | Duração |  |
| 1.                          | "Lost in the Echo" (Versão do álbum)     | 3:25    |  |
| 2.                          | "Lost in the Echo" (Versão instrumental) | 3:25    |  |

## Videoclipe
A modelo Carly Francavilla e o rapper Gino the Ghost, confirmaram, via twitter, que seriam os personagens principais do que seria o videoclipe de "Lost in the Echo", As filmagens duraram de 1 a 2 de julho e aconteceram em Detroit, Michigan. A também modelo Melaine Boria também confirmou presença no clipe. Mike Shinoda então confirmou que a banda fez um clipe para "Lost in the Echo" e que este ainda estava em fase de produção. A banda liberou então, em 29 de junho, no seu canal oficial no Youtube a canção completa com a letra. Chad Childers da Loudwire notou que o video com a letra mostra "um membro da banda, não se sabe qual, aparece pego em sujeira, grama e até algas".
O clipe oficial foi lançado em 29 de agosto de 2012.

## Recepção da crítica
Tim Grierson do site About.com descreveu a canção como "muito mais atraente do que as letras sem graça que é chamada de atenção para o público".
A revista Billboard disse que "sintetizadores borbulhantes rapidamente viram belos versos de guitarra e que o rap-rock intercalado de Mike Shinoda e Chester Bennington continua o mesmo". Dailyuw disse que é "provavelmente a melhor faixa de todo o álbum", elogiando a batida eletrônica e as guitarras distorcidas e comentou que a canção "mostra o vocalista Chester Bennington e o rapper Mike Shinoda estão no controle deste álbum".

## Paradas musicais
| Paradas (2012)                               | Melhor posição |
| -------------------------------------------- | -------------- |
| Alemanha (Media Control AG)                  | 68             |
| Coreia do Sul (Gaon Chart)                   | 7              |
| França (SNEP)                                | 150            |
| Reino Unido (UK Rock Chart)                  | 4              |
| Reino Unido (Official Charts Company)        | 175            |
| Estados Unidos (Billboard Hot 100)           | 95             |
| Estados Unidos (Billboard Rock Songs)        | 10             |
| Estados Unidos (Billboard Alternative Songs) | 18             |
| Estados Unidos (Billboard Digital Songs)     | 65             |